# جاسم الحمدان
جاسم الحمدان (بالإنجليزية: Jassem Al-Hamdan)‏؛ مواليد 9 أكتوبر 1986 في الأحساء، السعودية، هو لاعب كرة قدم سعودي يلعب حالياً لنادي النجوم.

## مسيرة اللاعب
كانت بداياته مع نادي الروضة في الجشة من الأحساء و انتقل في سنة 2010 ل نادي النهضة و لعب معهم لمدة خمس مواسم وانتقل في صيف 2015 إلى نادي هجر و عاد إلى نادي النهضة في عام 2017 و انتقل إلى نادي الجيل في عام 2019 و عاد بعدها إلى نادي النهضة و بعدها لعب مع نادي الخليج ونادي النعيرية ونادي النجوم.

## روابط خارجية
- جاسم الحمدان على موقع Soccerway.com (الإنجليزية)